# 大宮町 (臺南市)

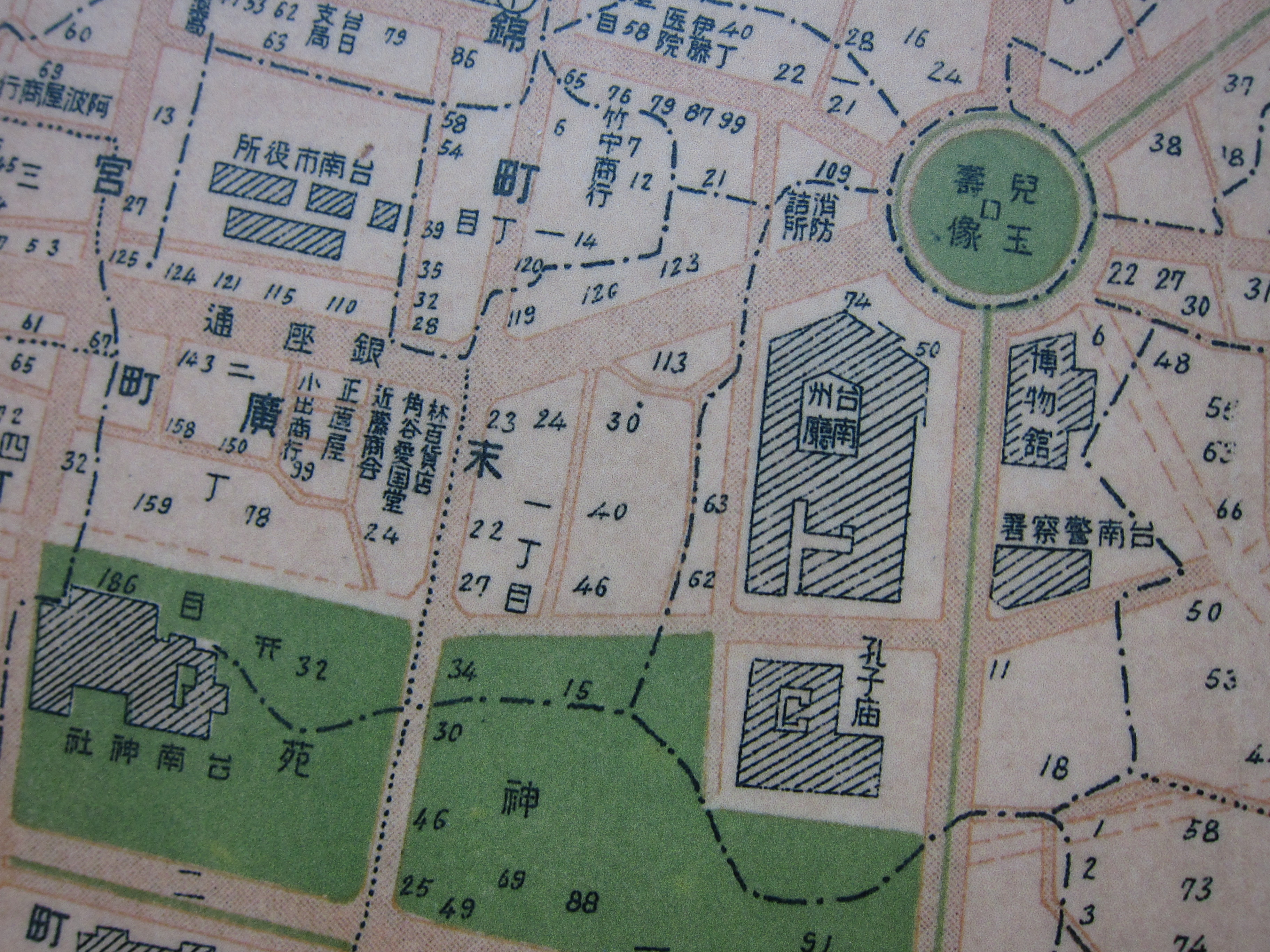
日治時期臺南神社地圖

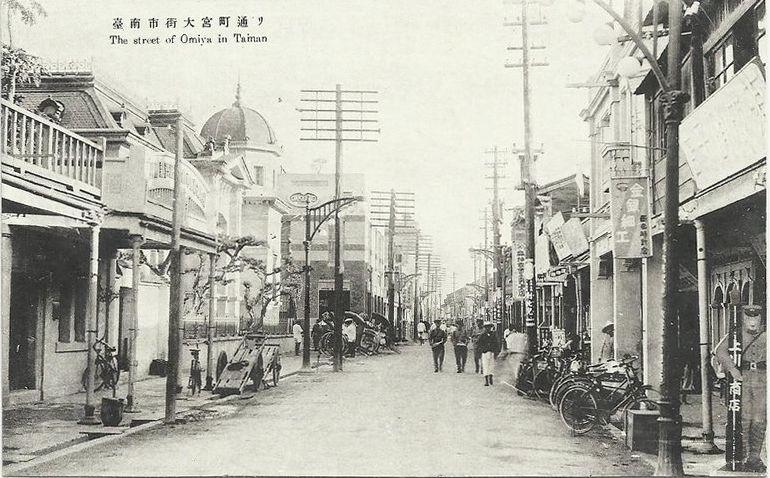
臺南市大宮町通

大宮町，為台灣日治時期台南市之行政區，位於市境中央。範圍包括清代舊街名下橫、下橫前、西轅門、東轅門、莊雅橋。

## 名稱
1916年（大正5年）規劃町名改正時，原擬名「下橫町」。臺南廳審查後，一度考慮「白川町」等名，最後改為「大宮町」並呈報總督府，同年11月3日公告。1919年（大正8年）4月1日正式實施。
大宮之名，取自主祀北白川宮能久的臺南神社。但神社主體建築位於南門町。

## 町內設施
- 高等商業學校
- 臺灣銀行臺南支店（一丁目十一番地）
- 臺南市役所（二丁目27番地，現永福國小）
- 總趕宮
- 佛祖廟（一丁目64番地）

## 相關
- 町名改正